# ELWAT

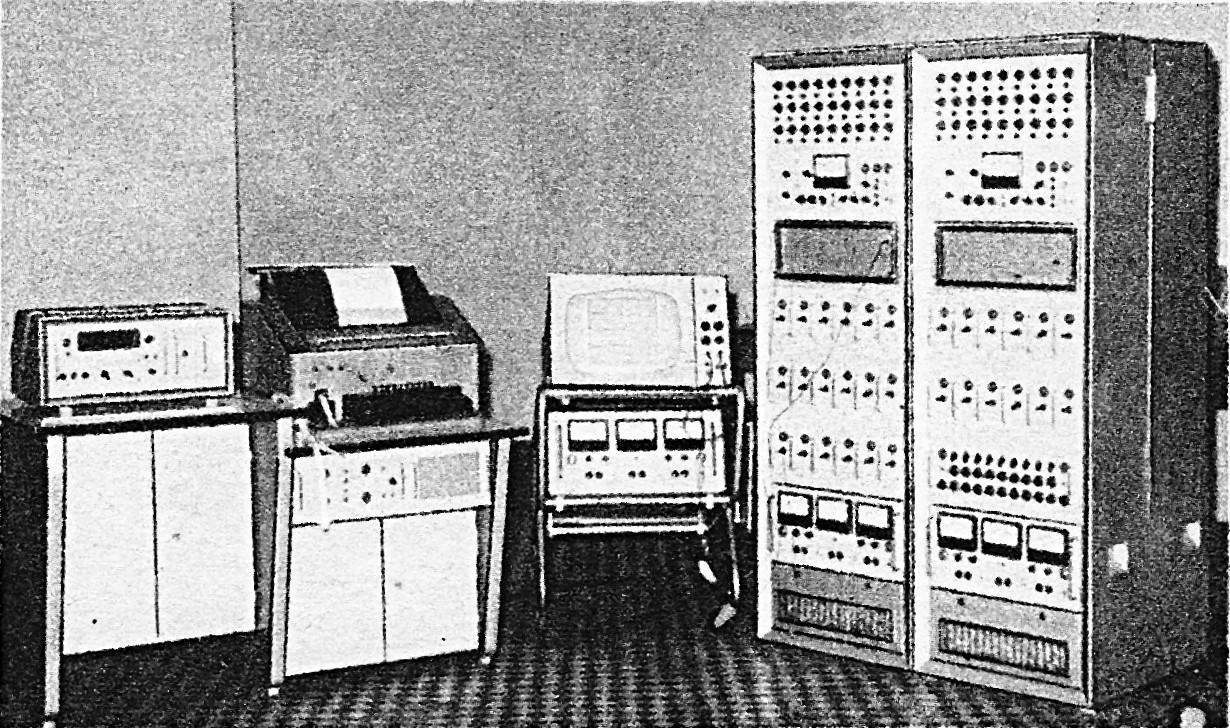
Элементы компьютера ELWAT (слева направо): цифровой вольтметр, телетайп, осциллограф и компьютерные стойки

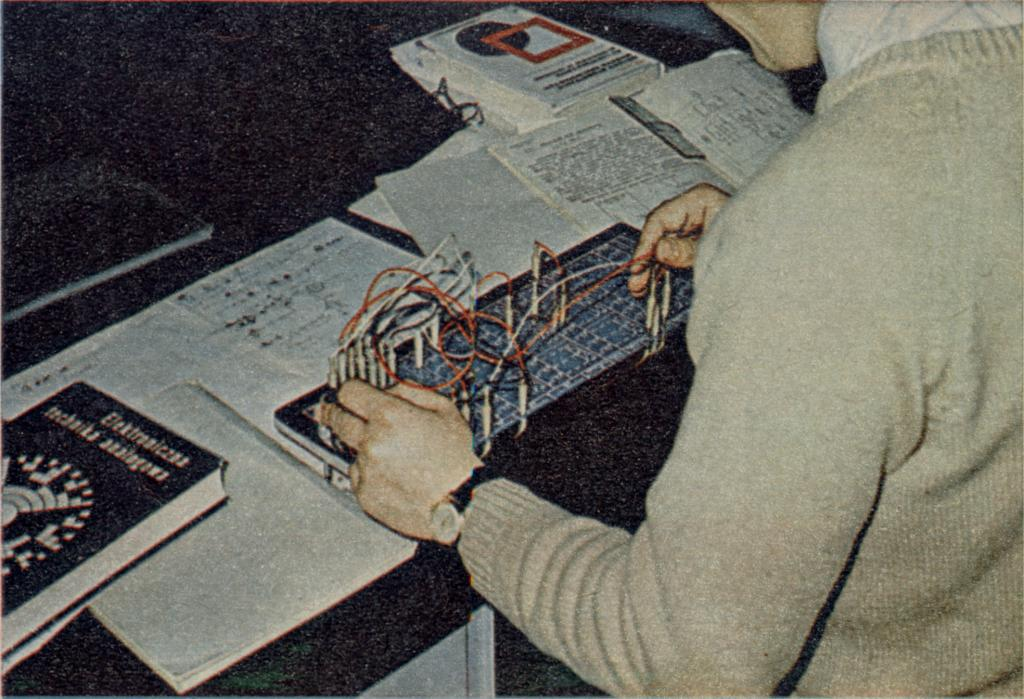
Наборное поле ELWAT. Программирование компьютера осуществлялось путём подключения объединительной платы

ELWAT — семейство польских аналоговых компьютеров, собранных в Варшавской военно-технической академии имени Ярослава Добмровского. Их производство началось в 1967 году на заводе Elwro (поль.) во Вроцлаве. Они предназначались для решения дифференциальных уравнений и моделирования процессов. В конце 1960-х — начале 1970-х годов они работали значительно быстрее и эффективнее, чем большинство имевшихся цифровых компьютеров. На основе аналоговых компьютеров был создан аналого-цифровой компьютер WAT 1001.

## Данные компьютера ELWAT-1
Наиболее распространённым образцом данной серии был компьютер ELWAT-1. С 1967 по 1969 годы было выпущено 50 экземпляров этой машины. Компьютер был достаточно мощным, отличаясь следующими техническими характеристиками:
- Точность: от 0,1 (усилитель) до 5% (генератор функции)
- 19 ламповых операционных усилителей с многооборотным потенциометром и заземлённым реле
- 12 универсальных функциональных суммирующих и интегрирующих блоков
- 6 суммирующих блоков
- 1 умножитель
- 4 генератора функции
- 9 блоков-ограничителей
- Внешние устройства:
  - Осциллограф
  - Плоттер
  - Цифровой вольтметр с телетайпом